# Bafarara
Bafarara est une localité, chef-lieu de la commune rurale de Sahel, située dans le pays de la Guidimakan,  dans le cercle de Aourou et de la région de Kayes au sud-ouest de la république of Maliennes.